# 조선합영은행
조선합영은행(朝鮮合營銀行)은 조선민주주의인민공화국의 은행이다.
1989년 4월 20일 조선민주주의인민공화국의 조선국제합영총공사와 재일본조선인총련합회 조선합영추진위원회가 출자금 20억 엔을 반씩 분담하며 세워졌으며, 외국과의 합작회사에 자금을 대출해주고 해외 결제 전문은행으로서 대내 · 외의 결제 업무를 전담했다.
2009년 6월 18일 유엔 안전 보장 이사회 결의 제2371호를 근거삼아 미국 재무부는 조선민주주의인민공화국의 은행들이 국제사회에서 차명거래나 금융거래의 시작 위치 은폐, 제3자를 통한 자금 이전 등을 하지 못하도록 미국의 금융기관에 주의 경고령을 내리고 조선합영은행 등 해외에서 거래를 하고 있는 조선민주주의인민공화국 은행의 명단을 공개했다.

## 같이 보기
- 고려상업은행